# World Trade Center (Tokio)
World Trade Center Building (世界貿易センタービル?) fue un rascacielos de 40 pisos de uso comercial situado en Hamamatsuchō, Minato, Tokio. Completado en 1970, el rascacielos era uno de los primeros rascacielos de Japón. Tras su finalización, el rascacielos, de 163 metros de altura, fue el rascacielos más alto de Japón, superando al edificio Kasumigaseki; retuvo su título hasta que la Torre Norte del Keio Plaza Hotel se completó un año más tarde.
El rascacielos albergaba el World Trade Center de Tokio, miembro de la World Trade Centers Association. Se utilizaba principalmente para oficinas, pero también incluyó tiendas y restaurantes. La planta más alta del rascacielos, era un observatorio. El rascacielos estaba conectado a la estación Daimon y Hamamatsuchō del Metro de Toei que era atendida por dos líneas de JR East y el Monorraíl de Tokio.

## Inquilinos
El rascacielos servia como la sede de KYB Corporation, una empresa mundial de automoción.

## Demolición pevista
El 4 de febrero de 2014, el World Trade Center fue comprado por la compañía aseguradora Nippon Life, que planeo demoler el rascacielos para permitir la construcción de un nuevo rascacielos de oficinas en el sitio lo cual finalizó en marzo de 2023.